# Ekonomisk-historiska föreningen i Finland
Ekonomisk-historiska föreningen i Finland (finska: Suomen taloushistoriallinen yhdistys) är en finländsk ekonomisk-historisk förening. 
Ekonomisk-historiska föreningen, som har sitt säte i Helsingfors, grundades 1952 för att främja och sprida kunskap om den ekonomiska och socialhistoriska samt historisk-geografiska forskningen. Föreningen arrangerar föredrag och deltar tillsammans med systerorganisationer i de övriga nordiska länderna i utgivningen av Scandinavian Economic History Review. Föreningen är ansluten till Vetenskapliga samfundens delegation.